# Versnelde uitdijing van het heelal

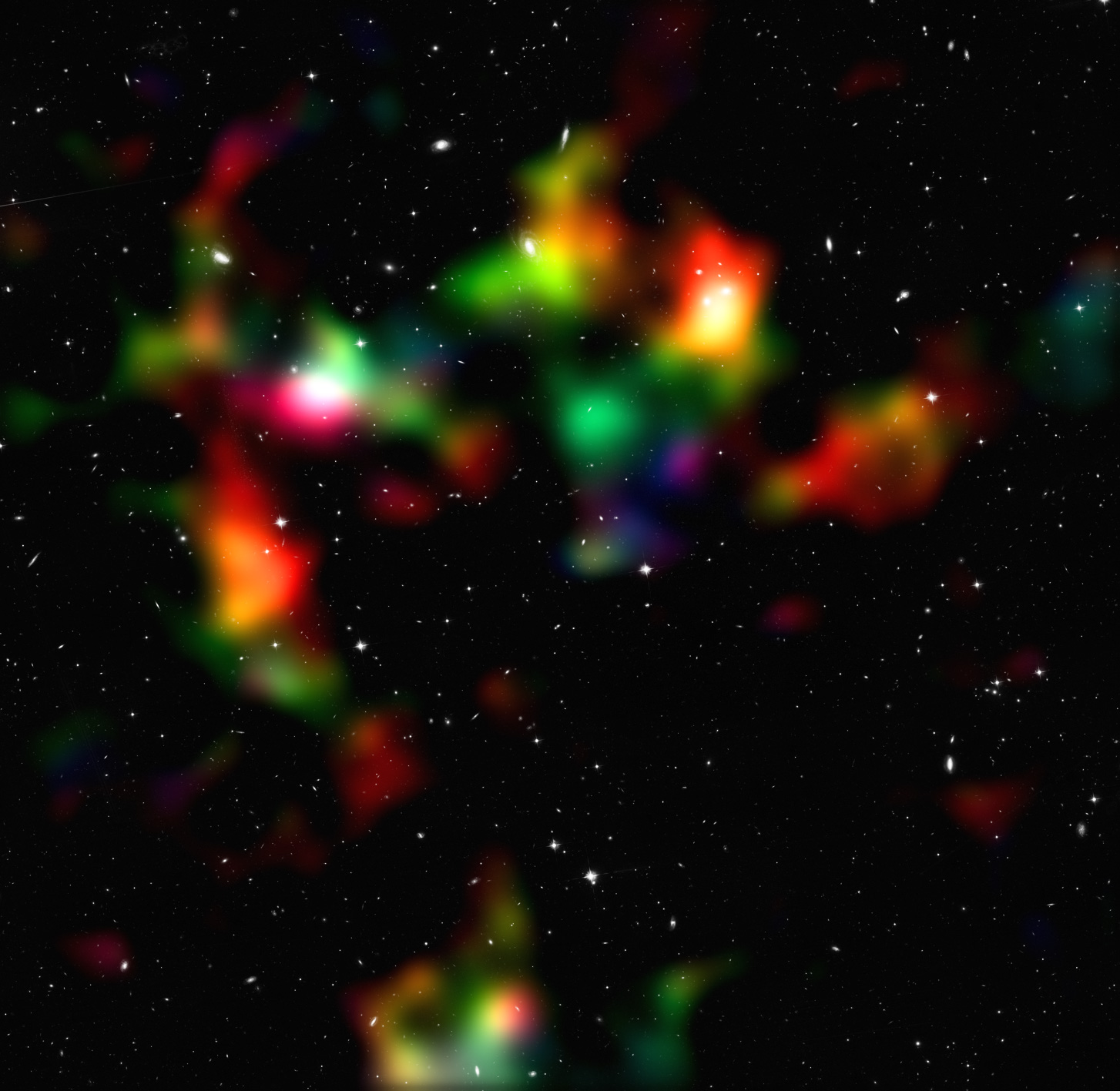
Resultaten van het COSMOS project, waarbij de Hubble ruimtetelescoop en verscheidene telescopen op aarde gezamenlijk de massadistributie in het heelal in het COSMOS veld van 2 vierkante graad in kaart brengen. De kleurcodering geeft de afstand aan. Dit project maakt deel uit van het onderzoek naar de versnelde uitdijing van het heelal

De versnelde uitdijing van het heelal is een theorie die aangeeft dat het heelal zich met toenemende snelheid uitbreidt, wat formeel inhoudt dat de tweede afgeleide van de kosmologische schaalfactor {\displaystyle a(t)} een positieve waarde heeft. Dit betekent dat de snelheid waarmee een bepaald sterrenstelsel zich van ons verwijdert als functie van de tijd voortdurend groter wordt.
Waarnemingen van type Ia supernova's lieten in 1998 zien dat de uitdijing van het heelal, afgezien van de kosmische inflatie, vlak na het ontstaan in de eerste zeven miljard jaar na de oerknal afnam, maar dat de uitdijing zich vanaf dat moment tot heden met toenemende snelheid voortzet, rond een roodverschuiving van z~0,5.

## Nobelprijs voor de ontdekkers
Saul Perlmutter, Brian Schmidt en Adam Riess kregen zowel The Shaw Prize in de Astronomie in 2006 als de Nobelprijs voor de Natuurkunde in 2011 voor hun ontdekking in 1998 van de versnelde uitdijing van het heelal door waarnemingen aan verafgelegen supernova's van het type Ia.